# Шиман, Карл Фридрихович
Карл Шиман (2 декабря 1861, Митава, Курляндская губерния, Российская империя — 19 февраля 1921, Нежин, Черниговская губерния) — российский киевский архитектор, построивший множество зданий в конце XIX и начале XX века. Уроженец Митавы. Придерживался стилевых форм неоренессанса и необарокко. Известен по строительству доходному дом Сироткина — самый высокий дом в Киеве.

## Биография
Сведений о докиевском период жизни архитектора практически нет. Родился в городе Митава.
Сведения о пребывания архитектора в Киеве начинаются с начала 1890-х годов. Работал помощником архитектора Киевского учебного округа. Также он осуществлял надзор за строительством.
Уникальность архитектора заключалась в том, что он по какой-то причине не смог получить диплом техника, поэтому в основном был вынужден «кооперироваться» с кем-то из архитекторов, получать ответственные подписки и таким образом, возводить дома.
Судьба зодчего после 1917 года неизвестна.

## Проекты
- Маскарон, дом на улице Ярославов Вал № 14а (1911 г.)
- Жилой дом К.-Л. Нитцкого на ул. Верхний Вал № 4 (1893 год).
- Хирургическая больница И. Зайцева, ул. Кирилловская № 61 (1897 год).
- Доходный дом Г. Зивала на пересечении улиц Костантиновская № 23/15 и Ярославская (1897 год, строил С. Рыкачов).
- Жилой дом / 4 этажа купца Д. Мезенцева на пересечении улиц Верхний Вал № 48/28 и Волошская (1899 год, строил А. Гилевич).
- Доходный дом — ул. Тарасовская № 65 (1899 год).
- Жилой дом П. Шелапутова / 5 этажей ул. Тургеневская № 65 (1899 год).
- Доходный дом — Хрещатицкий переулок № 7/1 (1899 год).
- Доходный дом Павла Григоровича-Барского на пересечении улиц Владимирская № 39/42 и Прорезная (1899—1902) гг. строил А. Гилевич).
- Доходный дом с кафе «Маркиз» на ул. Прорезная № 24/39 (1900 год) — самый высокий дом в городе Киеве на время постройки (высота — 42,5 м.). На первом этаже было кафе «Маркиз», затем ресторан «Чайка» и ресторан «Лейпциг».
- Жилой дом ул. Мало-Подвальная № 1/7 (1900 год строил А. Гилевич).
- Доходный дом А. Фролова на Андреевском спуске № 2-в (1909—1910 гг.).
- Жилой дом — ул. Мало-Подвальная № 10 (1910 год, соавтор А. Гилевич).
- Жилой дом — ул. Львовская № 66 (1910 год строил А. Гилевич).
- Доходный дом А. Фролова на Андреевском спуске № 2-6 (1913—1915 гг.).